# Украинка (Сумская область)
Украинка (укр. Українка) — село в Чернетчинской сельской общине Ахтырского района Сумской области Украины.
Код КОАТУУ — 5920385602. Население по переписи 2001 года составляет 221 человек.

## Географическое положение
Село Украинка находится на левом берегу реки Ворскла,
выше по течению на расстоянии в 2,5 км расположено село Лутище,
на противоположном берегу — село Скелька.
К селу примыкает большой лесной массив (дуб, берёза).
Рядом проходит автомобильная дорога Р-17.

## История
- На северо-восточной околице села Заречье было расположено поселение раннего средневековья.
- При СССР село было переименовано в Украинку в честь годовщины создания Украинской Советской Социалистической Республики.
- До образования Сумской области село входило в Харьковскую губернию, затем Ахтырский округ, затем Харьковский округ, затем Харьковскую область.

## Название
При СССР в Харьковской области прошла «волна» переименований значительной части населённых пунктов, в «революционные» названия — в честь Окт. революции, пролетариата, сов. власти, Кр. армии, социализма, Сов. Украины, деятелей «демократического и революционного движения») и новых праздников (1 мая и др.) Это приводило к путанице, так как в одной области рядом могли оказаться сёла с одинаковыми новыми названиями — например, Украинка (Ахтырский район), Украинка (Волчанский район), Украинка (Балаклейский район), Украинка (Барвенковский район), Украинка (Красноградский район) и Украинское (Волчанский район), Украинское (Змиевской район), Украинское (Лозовской район), Украинское (Харьковский район), названные в честь УССР.
На территории УССР (до 2014 года) находились 29 населённых пунктов с названием Украинка.

## Объекты социальной сферы
- Клуб.